# Заварзін Микола Володимирович
Микола Володимирович Заварзін (нар. 5 січня 1944, село Никанорівка, тепер Добропільського району Донецької області — 20 березня 1997, місто Київ) — український діяч, начальник штабу цивільної оборони міста Красноармійська Донецької області. Народний депутат України 2-го скликання.

## Біографія
Народився в родині робітника.
З 1961 року, після закінчення середньої школи, працював електрослюсарем шахти імені XXI з'їзду КПРС тресту «Добропіллявугілля» Донецької області.
З 1964 року — служба в Радянській армії. У 1967 році закінчив Харківське вище авіатехнічне військове училище, технік-механік.
Служив у Далекосхідному військовому окрузі, брав участь у бойових діях на острові Даманський. З 1969 року служив у Туркестанському військовому окрузі. У 1971 році брав участь у бойових діях в Арабській Республіці Єгипет.
Член КПРС.
З 1972 року служив у Одеському військовому окрузі. З січня 1987 до вересня 1988 проходив службу в обмеженому контингенті радянських військ в Афганістані.
У 1990 році звільнений у запас.
З травня 1991 року — начальник штабу цивільної оборони міста Красноармійська Донецької області. Голова Красноармійської міської організації ветеранів війни в Афганістані.
Член КПУ. 2-й секретар Красноармійського міського комітету КПУ Донецької області. 
Народний депутат України 2-го демократичного скликання з .04.1994 (2-й тур) по .03.1997, Красноармійський виборчий округ № 129, Донецька область. Член Комісії з питань оборони і державної безпеки. Член депутатської фракції комуністів.
Мав 13 державних нагород, у тому числі 3 бойових.

## Смерть
Миттєво помер 20 березня 1997 року у своїй київській квартирі.
26 березня 1997 року політика було поховано у Покровську.